# Основи. 10 ключів до реальності
Основи. 10 ключів до реальності (2021) — науково-популярна книга про сучасну фізику, яку написав лауреат Нобелівської премії Френк Вільчек. Книга зосереджується на основах фізики, та націлена на читачів-неспеціалістів. Видана в Україні видавництвом Лабораторія.
Автор написав наступне:
Це книжка про основні уроки, які ми можемо засвоїти під час вивчення фізики... Тут я намагався передати основні ідеї сучасної фізики якомога простіше, але без шкоди для точності... Я вибрав десять широких принципів як свої фундаментальні засади. Кожен з них формує тему одного розділу. У тексті кожної глави я пояснюю і документую тему глави з різних поглядів, а потім роблю деякі обґрунтовані припущення щодо її подальшого розвитку.

## Частина I. Що тут у нас? (розділи 1–5)
- Розділ 1. Багато простору
- Розділ 2. Багато часу
- Розділ 3. Коротенький список інгредієнтів
- Розділ 4. Коротенький список законів
- Розділ 5. Багато матерії та енергії

## Частина II. Початок і кінець (розділи 6–10)
- Розділ 6. Космічна історія — відкрита книга
- Розділ 7. Поява складності
- Розділ 8. І це ще далеко не все
- Розділ 9. Загадки залишаються
- Розділ 10. Комплементарність — розширення можливостей мозку

## Сприйняття
Вільчеку вдається передати передову фізику, не переобтяжуючи читачів-неспеціалістів складнощами та заплутаними поняттями, і він робить це, дотримуючись чітких описів експериментів і розрахунків, які вчені проводять, щоб з'ясувати, як влаштований світ, а також використовуючи прості, але виразні описи природних явищ.
У своїй п'ятій книзі про природу фізичної реальності професор фізики Массачусетського технологічного інституту Вільчек здійснює приголомшливий подвиг популяризації, особливо в "спрощеному" вигляді, в якому він представляє і розбирає 10 фундаментальних принципів у різних галузях науки — від космології до квантової механіки. Він суворо відрізняє факти від спекуляцій і науку від псевдонауки, а також всебічно (з огляду на обмеження свого стислого підходу) описує природу спостережень і експериментів, які встановлюють ці факти. Автор робить деякі обґрунтовані припущення щодо майбутнього досліджень і відкриттів, а також пропонує детальний додаток, який розширює деякі з принципів, що обговорюються в основному тексті. Хоча книга буде найдоступнішою для читачів, які мають певне уявлення про науку, Вільчек є переконливим письменником, здатним внести ясність у багато складних, езотеричних принципів і теорій.
З огляду Марсії Бартусяк з The Washington Post:
Немає потреби знати алгебру; це не фізика у двох словах. Натомість Вільчек розповідає про сучасну фізику та космологію з більш загального та філософського боку, часто пов’язуючи їхні відкриття з реальним світом — як вони впливають на нас.
 ... Велика частина книги зосереджена на частинках, з яких складається цей всесвіт, і силах, які вони надають, що не дивно, враховуючи спеціалізацію Вільчека.
... здебільшого автор дотримується гарного золотоволосківського балансу між простотою та розумінням.
Хоча ця книжка призначена для новачків, ознайомлені з сучасною фізикою можуть із задоволенням прочитати, як фізик-теоретик розмірковує про основи.
З огляду Нелла Фройденбергера у The New York Times:
Вільчек пише з приголомшливою стислістю та ясністю, і його задоволення від своєї теми є відчутним. Він описує елементарні частинки матерії – електрони, фотони, глюони та кварки – та їхній напрочуд короткий список властивостей: маса, заряд і обертання. Потім він визначає чотири принципи, які характеризують чотири основні сили в природі: електромагнетизм, гравітація, сильна взаємодія і слабка взаємодія.

...Те, що читач отримує в «Основах», – це рідна мова фізики – математика – точно перекладена кимось, хто витратив усе життя (близько мільярда думок!) на ці сили, які формують наш фізичний світ.